# دوربین روح
دوربین روح (انگلیسی: Spirit Camera) یک بازی ویدئویی به سبک ترس و بقا و یک اسپین‌آف از مجموعه فیتال فریم است که به‌طور مشترک توسط کویی تکمو و نینتندو برای نینتندو ۳دی‌اس ساخته شد. این بازی در ۱۲ ژانویه ۲۰۱۲ در ژاپن، در ۱۳ آوریل در آمریکای شمالی و در ۲۹ ژوئن در اروپا منتشر شد.

## گیم پلی

گیم‌پلی دوربین روح. در اینجا بازیکن در حال جنگیدن با یک روح در دنیای واقعی است.

دوربین روح از نهایت گنجایش نینتندو ۳دی‌اس بهره می‌گیرد و از آن به عنوان دوربین که «اسلحه» اصلی بازی است استفاده می‌کند. بازی از سنسورهای گیرو و دوربین‌های سه‌بعدی برای ایجاد یک تجربه بازی «احشایی» به کار گرفته می‌شوند.
در داستان و مینی‌گیم‌های بازی، ارواح ظاهر می‌شوند و تلاش می‌کنند به بازیکنان حمله کنند. بازیکن باید از توانایی‌های دوربین برای شکست دادن و ضربه زدن به ارواح با عکس با استفاده از دکمه‌های L و R استفاده کند. بازیکن باید در تمامی جهت‌ها بچرخد، زیرا ارواحی که از آن‌ها عکس‌برداری شده می‌توانند کنار یا پشت بازیکنان دوباره ظاهر شوند.